# 白玉霜

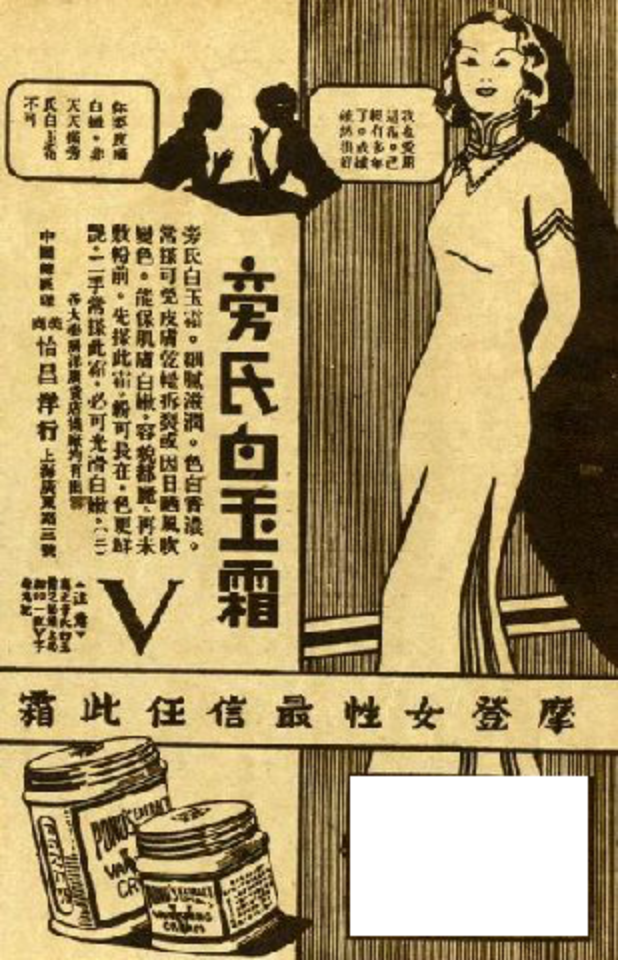
白玉霜代言的旁氏消脂膏的广告

白玉霜（1907年—1942年），原名李桂珍，又名李慧敏，河北灤縣古冶人，蓮花落藝人李景春之女，著名評劇女演員，主演旦角。
11歲，她隨藝人劉某學唱京韻大鼓。14歲，她跟隨孫鳳鳴改習蹦蹦戲，學得《花魁從良》、《馬寡婦開店》、《花為媒》、《秦雪梅弔孝》、《茶瓶計》等戲目。曾經與張麗雲、雪玉茹在孫鳳鳴的戲班輪流擔任主角，於濟南、青島、大連一帶演出。1934年，應邀赴上海，與鈺靈芝、愛蓮君合作演出《花為媒》、《空谷蘭》、《桃花庵》、《馬震華哀史》、《珍珠衫》等等。後來又與京劇演員趙如泉合演京評兩腔的《潘金蓮》。從此受到上海人士的重視。1937年，回到北京開明戲院作長期演出。由於她和喜彩蓮、芙蓉花等人的共同努力，使年輕的評劇慢慢成熟起來。她與劉翠霞、愛蓮君、喜彩蓮各自創造了獨具風格，被稱評劇「四大名旦」。
她功架細膩，尤精於唱，勇於革新，是「白派」的創始人。她創造了一種低迴婉轉的獨特唱法，加強了評劇唱腔的抒情性。她還把南胡加入在伴奏樂器中，對評劇藝術的建樹良多。養女「小白玉霜」－李再雯繼承了她的藝術風格並有所發展。